# Eyes of Wakanda
Pour les articles homonymes, voir Wakanda.
Ironheart Marvel Zombies
Eyes of Wakanda est une mini-série télévisée d'animation américaine en quatre épisodes, créée par Todd Harris, basée sur le lieu fictif Wakanda des Comics Marvel et diffusée le 1er août 2025 sur Disney+. Il s'agit de la 15e série télévisée de l'univers cinématographique Marvel (MCU) de Marvel Studios et elle est produite par Marvel Studios Animation avec Proximity Media. La série partage une continuité avec les films du MCU. Il suit les Hatut Zaraze, des guerriers wakandais qui accomplissent des missions dangereuses à travers l'histoire.
Harris officie en tant que showrunner et réalisateur de la série, qui réunit Winnie Harlow, Cress Williams, Patricia Belcher, Larry Herron, Adam Gold, Lynn Whitfield, Jacques Colimon, Jona Xiao, Isaac Robinson-Smith, Gary Anthony Williams, Zeke Alton, Steve Toussaint et Anika Noni Rose. En février 2021, un accord global entre Disney et Proximity Media, la société de Ryan Coogler, a été annoncé. Une série animée sur le Wakanda était en développement dès mars 2023 et a été officiellement annoncée sous le titre de Eyes of Wakanda en décembre de la même année. L'implication de Harris a été confirmée en mars 2024. Contrairement aux autres séries de Marvel Animation jusqu'à présent, Eyes of Wakanda se déroule dans la « chronologie sacrée » du MCU et a des liens plus étroits avec les films de la franchise.
C'est la première série de la phase 6 du MCU.

## Synopsis
Les « Hatut Zeraze » (ou « Chiens de Guerre »), guerriers wakandais, effectuent des missions dangereuses à travers le monde pour récupérer des artefacts en vibranium à travers l'histoire.

## Distribution

### Voix originales
- Winnie Harlow : Noni
- Cress Williams : général Nkati / Lion
- Patricia Belcher : générale Akeya
- Larry Herron : B'Kai / Memnon
- Adam Gold : Achille
- Lynn Whitfield : directrice Noni, âgée
- Kiff VandenHeuvel (en) : Ulysse
  - Kiff VandenHeuvel : Ferro
- Yerman Gur : Pâris
- Joanna Kalafatis : Hélène
- Jacques Colimon (en) : agent Basha
- Jona Xiao (en) : Jorani / Iron Fist
- Isaac Robinson Smith : capitaine Ebo
- Gary Anthony Williams : haut conseiller Rakim
- Zeke Alton : prince Tafari
- Steve Toussaint : agent Kuda
- Anika Noni Rose : l'Intruse / Black Panther

De plus, les personnages Uatu / Watcher et N'Jadaka / Erik « Killmonger » Stevens font des apparitions non parlantes dans la série.
La combattante wakandaise Noni apparaîtra, accompagné d'une Iron Fist, une guerrière avec un « poing lumineux »,.

### Voix françaises
- Esthèle Dumand : Noni
- Jocelyne « Mbembo » Nzunga : directrice Noni, âgée
- Frédéric Souterelle : général Nkati / le Lion
- Virginie Emane :  générale Akeya, commandante des Dora Milaje
- Myrtille Bakouche : Guerrière viking
- Daniel Njo Lobé : Memnon / B'Kai
- Damien Ferrette : Achille
- Jérémie Bédrune : Ferro
- Yann Guillemot : Ulysse
- Yannick Lassère : Nicos
- Kévin Goffette : Pâris
- Pauline Moingeon Vallès : Hélène
- Grégory Lerigab : agent Basha
- Geneviève Doang : Jorani / Iron Fist
- Mike Fédée : capitaine Ebo
- Patrick Bonnel : haut conseiller Rakim
- Gabriel Bismuth-Bienaimé : prince Tafari
- Frantz Confiac : agent Kuda
- Olivia Luccioni : l'Intruse / Black Panther

## Production

### Développement
En février 2021, Ryan Coogler — scénariste et réalisateur des films Marvel Studios Black Panther (2018) et Black Panther: Wakanda Forever (2022) — a annoncé un accord télévisuel de cinq ans entre sa société Proximity Media et Walt Disney Television. L'accord comprenait le développement d'une série dramatique pour le service de streaming Disney+ basée sur le pays fictif du Wakanda, le décor des films Black Panther. Coogler a développé la série avec Kevin Feige, Louis D'Esposito et Victoria Alonso de Marvel Studios,. Richard Newby du Hollywood Reporter a déclaré que la série pourrait élargir le mythe du Wakanda tout en rendant hommage à Chadwick Boseman, qui a incarné T'Challa / Black Panther dans l'univers cinématographique Marvel (MCU) jusqu'à sa mort en août 2020. Newby a suggéré que la série pourrait explorer davantage le personnage de M'Baku et la tribu Jabari ; le passé mercenaire de N'Jadaka / Erik "Killmonger" Stevens ; le père de T'Challa, T'Chaka, et son passage en tant que Black Panther ; ou les Dora Milaje, les forces spéciales entièrement féminines du Wakanda. Newby a également noté plusieurs personnages de bandes dessinées que la série pourrait introduire dans le MCU : Bashenga, le premier Black Panther ; l'activiste adolescente Queen Divine Justice qui rejoint les Dora Milaje ; ou l'officier du NYPD Kasper Cole / Tigre Blanc, qui endosse également le rôle de Black Panther. 
Proximity Media développait plusieurs séries se déroulant au Wakanda d'ici novembre 2022. En mars 2023, le journaliste Jeff Sneider a rapporté que Coogler et Disney développaient une série animée avec le titre provisoire The Golden City, en référence à la capitale du Wakanda, Birnin Zana, ; une liste de production a donné Golden City comme titre provisoire pour la série dramatique initiale se déroulant à Wakanda,. Le mois suivant, Nate Moore, directeur exécutif de Marvel Studios, a déclaré qu'ils avaient discuté de plusieurs idées pour inclure les personnages de Black Panther dans les séries Disney+, mais qu'ils craignaient de nuire à « l'expérience cinématographique » de la franchise. En décembre, le directeur de Marvel Studios Animation, Brad Winderbaum, a officiellement annoncé la série animée Eyes of Wakanda dans une bande-annonce des projets à venir du studio. Il a été révélé qu'il se concentrait sur les histoires de différents guerriers wakandais à travers l'histoire. Il a été confirmé que Coogler et Proximity Media seraient impliqués,, et un showrunner travaillait sur la série à ce moment-là. Certains commentateurs se sont demandé si la série était liée à un projet précédemment évoqué centré sur le personnage de Dora Milaje, Okoye. Stephanie Holland de The Root a comparé le concept de la série à la série animée Tales of the Jedi, une série  Star Wars sortie en 2022 et qui suit également différents personnages à différentes époques. 
L'ancien scénariste de Marvel Studios, Todd Harris, a été révélé en janvier 2024 comme ayant présenté la série à Marvel et Coogler. Les idées ont commencé à germer pendant le tournage de Black Panther. Plus tard en 2024, Winderbaum a déclaré que Harris avait créé et réalisé la série,, et qu'il avait été confirmé comme showrunner en janvier 2025. Harris était également producteur exécutif aux côtés de Coogler, Winderbaum, Feige, D'Esposito, Zinzi Coogler, Sev Ohanian, Kalia King et Dana Vasquez-Eberhardt. Marvel Studios aurait dépensé près de 20 millions de dollars entre juin 2022 et juin 2023 sur une série animée que l'on croyait être Eyes of Wakanda. 

### Écriture
Eyes of Wakanda suit les Hatut Zaraze, des guerriers wakandais qui parcourent le monde à travers l'histoire pour récupérer de dangereux artefacts en vibranium. La série explore l’héritage du Black Panther, un titre transmis de génération en génération, et sur l'idée que le Wakanda est « libéré de l'expansion » et caché du reste du monde. Harris a déclaré que les Hatut Zaraze étaient « la CIA du Wakanda » dont la loyauté est mise à l’épreuve au fil de leurs missions. La série se déroule dans la « chronologie sacrée » du MCU, tout comme les films et les séries live-action, ce qui la différencie des séries précédentes de Marvel Animation qui se déroulent dans des univers alternatifs du MCU principal,. L'équipe créative a travaillé à partir du « cadre existant » des films pour développer les intrigues de la série. Marc Bernardin, qui a travaillé comme scénariste sur le jeu vidéo Marvel 1943 : Rise of Hydra (2025), a écrit deux épisodes d’Eyes of Wakanda d’ici décembre 2023, après y avoir consacré neuf mois  pendant la pandémie de COVID-19. Matthew Chauncey a également écrit pour la série après l'avoir fait pour la série Marvel Studios What If...? (2021–2024) et Ms. Marvel (2022)[réf. à confirmer].

### Casting et voix
Winnie Harlow, Cress Williams, Patricia Belcher, Larry Herron, Adam Gold, Lynn Whitfield, Jacques Colimon, Jona Xiao, Isaac Robinson-Smith, Gary Anthony Williams, Zeke Alton, Steve Toussaint et Anika Noni Rose ont été révélés comme ayant été choisis pour la série en novembre 2024. Cress prête sa voix à un personnage appelé le Lion. 

### Animation
Eyes of Wakanda présente un style d'animation peint à la main inspiré par des artistes afro-américains contemporains tels qu'Ernie Barnes, ainsi que par l'illustrateur Dean Cornwell,. Le travail sur la conception des personnages et les animatiques a eu lieu avant l'annonce de la série en décembre 2023. Harris a déclaré que cette série ambitieuse ne pouvait être réalisée qu'avec de l'animation en raison des lieux et des périodes représentés, expliquant qu'en animation « l'Égypte coûte autant que New York et la Lune autant que l'Ohio ».

## Épisodes
1. Dans la tanière du lion (Into the Lion's Den)
2. Légendes et mensonges (Legends and Lies)
3. Perdu et retrouvé (Lost and Found)
4. La dernière panthère (The Last Panthere)

## Marketing
Eyes of Wakanda a été présenté par Coogler et Harris lors du panel de Marvel Studios Animation à la convention D23 en août 2024, où certaines images ont été montrées,,. Des extraits de la série ont également été inclus dans une vidéo publiée par Disney+ en octobre, annonçant le calendrier de sortie des projets Marvel Television et Marvel Animation jusqu'à la fin de 2025. 

## Sortie
Eyes of Wakanda est diffusé en intégralité sur Disney+ le 1er août 2025, et comprend quatre épisodes. Sa sortie était initialement prévue pour 2024. C' est la première série de la Phase 6 du MCU.